# Inconsolable
Singles de Backstreet Boys
I Still...
(2006) Helpless When She Smiles
(2007)
Pistes de Unbreakable
Everything But Mine
(2) Something That I Already Know
(4)
Inconsolable est une chanson du groupe américain Backstreet Boys sortie le 27 août 2007 sous le label Jive Records. 1er single extrait du 6e album studio Unbreakable (2007), la chanson est écrite par Emanuel Kiriakou, Lindy Robbins, et Jess Cates.

## Liste des pistes
CD1 au Royaume-Uni
1. "Inconsolable" (Album Version) - 3:36
2. "Close My Eyes" - 4:06

CD2 au Royaume-Uni
1. "Inconsolable" (Album Version) - 3:36
2. "Inconsolable" (Jason Nevins Remix) - 4:14
3. "Inconsolable" (Soul Seekerz Remix) - 5:49
4. "Inconsolable" (Eazy Remix) - 6:08
5. "Inconsolable" (Video) - 3:43

## Classement par pays
| Classement (2007)               | Meilleure position |
| ------------------------------- | ------------------ |
| Australie (ARIA)                | 43                 |
| Autriche (Ö3 Austria Top 40)    | 31                 |
| Belgique (Flandre Ultratip 100) | 6                  |
| Belgique (Wallonie Ultratip 50) | 9                  |
| Canada (Hot 100)                | 68                 |
| Allemagne (Media Control AG)    | 17                 |
| Irlande (IRMA)                  | 36                 |
| Italie (FIMI)                   | 2                  |
| Pays-Bas (Single Top 100)       | 38                 |
| Slovaquie (IFPI Rádio)          | 23                 |
| Suède (Sverigetopplistan)       | 22                 |
| Suisse (Schweizer Hitparade)    | 8                  |
| Royaume-Uni (UK Singles Chart)  | 24                 |
| Europe (Hot 100)                | 21                 |
| États-Unis (Pop Airplay)        | 34                 |
| États-Unis (Adult Contemporary) | 21                 |
| États-Unis (Hot 100)            | 86                 |